# Caenohalictus galletue
Caenohalictus galletue är en biart som beskrevs av Rojas och Toro 2000. Caenohalictus galletue ingår i släktet Caenohalictus och familjen vägbin. Inga underarter finns listade.